# Mniobryum lutescens
Mniobryum lutescens là một loài rêu trong họ Bryaceae. Loài này được Limpr. Loeske mô tả khoa học đầu tiên năm 1910.